# Storytellers
Storytellers ist ein Jazzalbum von Luciana Souza und der WDR Big Band. Die im Frühjahr 2017 entstandenen Aufnahmen erschienen am 27. März 2020 auf Sunnyside Records.

## Hintergrund
Das Album dokumentiert das erste Zusammentreffen von Souza mit der WDR Big Band. Für das Album arbeiteten die Künstler mit dem Arrangeur Vince Mendoza zusammen, der der „Composer in Residence“ des Klangkörpers ist und diesen auch dirigierte.
Das Album enthält eine breite Auswahl brasilianischer Kompositionen; acht Titel stammen aus dem Songbook großer brasilianischer Autoren, Antonio Carlos Jobim, Ivan Lins, Gilberto Gil, Edu Lobo, Chico Buarque, Chico Pinheiro, Guinga und Djavan. Ein weiterer Titel stammt von Luciana Souza und einer von Mendoza, der auch alle Arrangements geschrieben hat.
Souza schrieb einleitend in einem Essay in den Liner Notes des Albums:
„Lieder waren schon immer ein mysteriöses Tor in die menschliche Erfahrung und in die Kulturen, aus denen sie stammen. Sie artikulieren das Gefühl, ein eigenständiger Teil einer Kultur zu sein, und sie wachsen aus Geschichten und Mythologien heraus, auf denen die Kultur aufbaut.“

## Titelliste
- Luciana Souza: Storytellers (Sunnyside Records)[3]

1. Varanda
2. Matita perê
3. Se acontecer
4. Beatriz
5. Choro #3
6. Meu pai
7. Baiao a tempo
8. Choro coraçao
9. Bar de Copacabana
10. Sim ou nao

## Rezeption
Nach Ansicht von James Hale, der das Album im Down Beat rezensierte, ist Souzas Gesang – entweder auf Portugiesisch oder wortlos gesungen – außergewöhnlich gut in die Band integriert, wodurch sie wie ein 22. Instrument auf „Varanda“ klinge. Das filmische Stück ist die perfekte Einführung in eine sorgfältig ausgearbeitete Version von „Matita Perê“, Antônio Carlos Jobims umfassender Hommage an die Ökologie seines Landes und den einfachen Mann. Mendozas Arrangement ist vielschichtig, mit einer makellosen Tempowechsel in der Mitte und einem effektiven Sopransolo von Johan Hörlén. Die Hauptstärke der WDR Big Band sei jedoch, dass sie sowohl die butterweichen Mischungen, die Mendoza für eine Version von „Beatriz“ geschrieben hat, ausführen als auch die Decks für ausdrucksstarke Soli freimachen kann. Darüber hinaus habe der erfahrene Schlagzeuger Hans Dekker den geschmeidigen Touch und das flexible Gefühl, um die ideale Begleitung für Geschichtenerzähler zu sein.
Angelo Leonardi verlieh dem Album in All About Jazz 4½ (von fünf) Sterne und schrieb: „Es gibt Aufzeichnungen, die ein so wertvolles Gleichgewicht zwischen Instrumental- und Gesangsfeld erreichen (in einem Klima der Lyrik, des interpretativen Reichtums und der Frische), das jedem Hören neue Emotionen verleiht und von dem man nicht wegkommen möchte.“
Georg Wassmuth meint in seiner Besprechung für SWR 2, dass Souza die Lieder „mit traumwandlerischer Sicherheit“ gestalte. Mit dem Album Storytellers zeige sie sich „als Geschichtenerzählerin von außergewöhnlichem Format. Die Werke ihrer brasilianischen Landsleute interpretiert sie mit geradezu epischer Anmut. Es sind Lieder über die Erhabenheit und Vergänglichkeit der Natur, aber auch Reflexionen über das Mit- und Gegeneinander unter den Menschen. Luciana Souza lässt dabei hörbar viel eigene Lebenserfahrung einfließen.“ Dabei habe Mendoza „einen großen Anteil am künstlerischen Erfolg der CD“ als Arrangeur und Dirigent. „Er zieht bei der WDR Big Band wirklich alle Register und das hervorragende Ensemble sitzt zu jeder Sekunde auf der vordersten Stuhlkante.“